# Clowniakttagelserna 2016

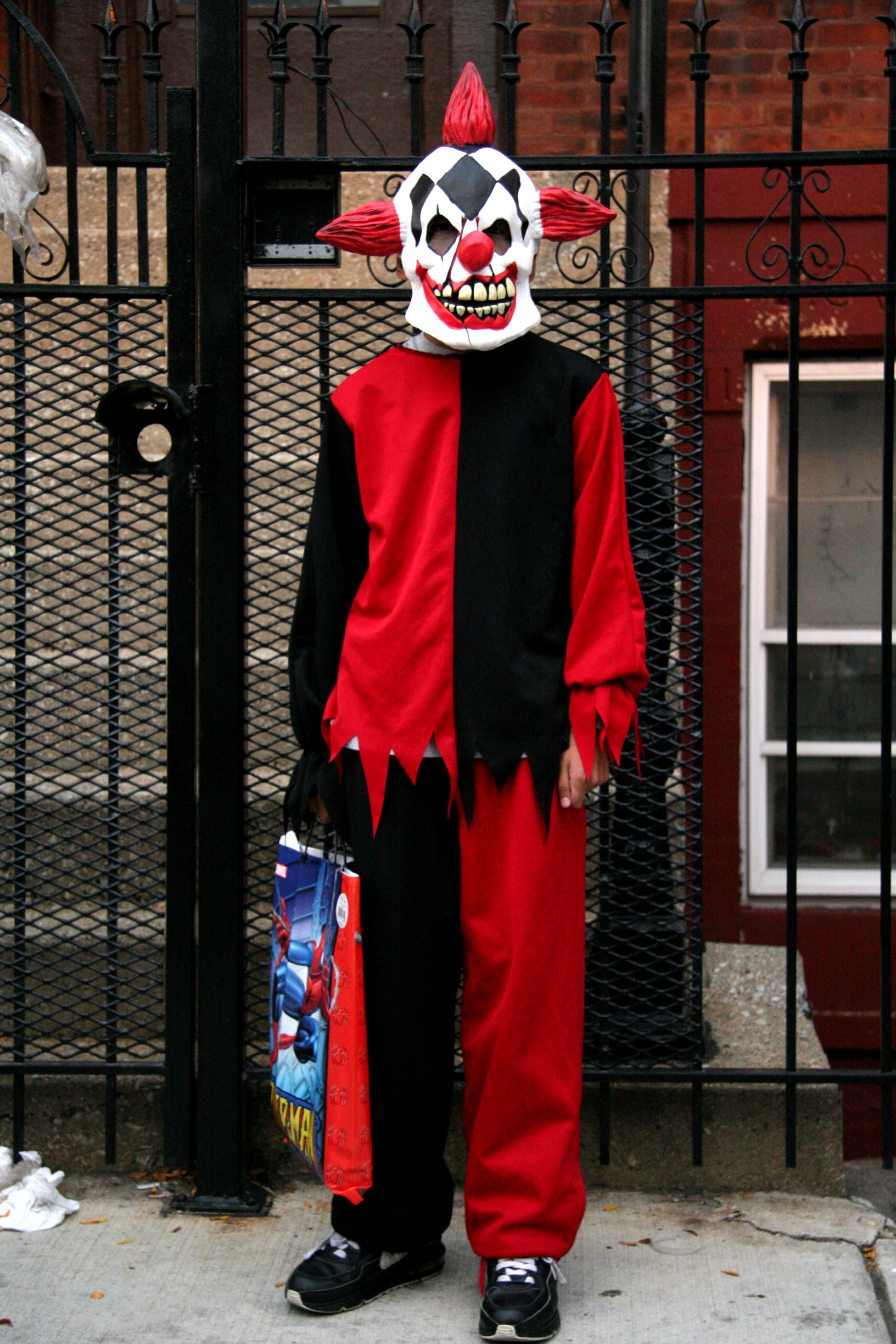
En person klädd som en ond clown

Clowniakttagelserna 2016 avser incidenter med påstådda observationer av människor klädda som en ond clown till exempel i närheten av skolor. Incidenterna rapporterades i USA och därefter i andra västländer från augusti 2016. Clowniakttagelserna rapporterades först i den amerikanska delstaten South Carolina när en 9-årig pojke berättade för sin mamma att två clowner försökte lura honom in i skogen. I mitten av oktober 2016 hade clownincidenter rapporterats i nästan alla delstater i USA, i nio av tretton provinser och territorier i Kanada, och i arton andra länder.[källa behövs]